# 丹維爾 (阿拉巴馬州)
丹維爾（英語：Danville）是一個位於美國阿拉巴馬州摩根縣的非建制地區。該地的面積和人口皆未知。

## 地理
丹維爾的座標為34°24′52″N 87°05′15″W / 34.41444°N 87.08750°W，而該地的平均海拔高度為186米（即610英尺）。